# Plišana revolucija
Plišanom ili Nežnom revolucijom (češ. "sametová revoluce"; slč. "nežná revolúcia") se naziva period promena u bivšoj Čehoslovačkoj, između 17. novembra i 29. decembra 1989. godine, koje su dovele do pada tadašnjeg komunističkog režima u toj državi. Ubrzanju promena doprineo je i raspad bivšeg sovjetskog bloka i rastuće nezadovoljstvo stanovništva.
Dana 17. novembra 1989. (Međunarodni dan studenata), policija je ugušila studentske demonstracije u Pragu. Ovaj događaj je obeležio 50. godišnjicu nasilno ugušenih demonstracija protiv nacističkog napada na Univerzitet u Pragu 1939. godine, gde je 1.200 studenata uhapšeno, a 9 ubijeno (pogledajte Poreklo Međunarodnog dana studenata). Događaj iz 1989. izazvao je niz demonstracija od 17. novembra do kraja decembra i pretvorio se u antikomunističke demonstracije. Dana 20. novembra, broj demonstranata okupljenih u Pragu porastao je sa 200.000 prethodnog dana na procenjenih 500.000. Celokupno najviše rukovodstvo Komunističke partije, uključujući i generalnog sekretara Miloša Jakeša, podnelo je ostavku 24. novembra. Dana 27. novembra održan je dvočasovni generalni štrajk u kojem su učestvovali svi građani Čehoslovačke.
Kao odgovor na kolaps drugih vlada Varšavskog pakta i sve veće ulične proteste, Komunistička partija Čehoslovačke je 28. novembra objavila da će se odreći vlasti i okončati jednopartijsku državu. Dva dana kasnije, savezni parlament je formalno izbrisao delove ustava dajući Komunističkoj partiji monopol vlasti. Bodljikava žica i druge prepreke uklonjene su sa granice sa Zapadnom Nemačkom i Austrijom početkom decembra. Predsednik Gustav Husak je 10. decembra imenovao prvu uglavnom nekomunističku vladu u Čehoslovačkoj od 1948. i podneo ostavku. Aleksandar Dubček je izabran za predsednika saveznog parlamenta 28. decembra, a Vaclav Havel za predsednika Čehoslovačke 29. decembra 1989. godine.
U junu 1990. Čehoslovačka je održala svoje prve demokratske izbore od 1946. Čehoslovačka se 31. decembra 1992. mirno podelila na dve zemlje, Češku i Slovačku.
Do raspada Čehoslovačke došlo je uglavnom zbog pitanja nacionalnog upravljanja između Slovaka i Čeha (dve glavne etničke grupe koje su činile bivšu Čehoslovačku).

## Događaji koji su prethodili revoluciji
Tokom 1988–1989. održano je nekoliko protivvladinih demonstracija, dotle nezamislivih u ondašnjem čehoslovačkom društvu zatvorenom prema okolnom svetu i zbivanjima u njemu.
- 28. oktobra 1988. – nekoliko demonstracija u Pragu
- 10. decembra 1988. – dozvoljene demonstracije za odbranu ljudskih prava na Škroupovom trgu, u delu grada Žiškov.
- 16. decembra 1988. - u 16:00 je bilo prekinuto ometanje inostranih radio stanica
- 15.–20. januara 1989. – „Palahova nedelja“, serija demonstracija povodom godišnjice smrti Jana Palaha
- 21. avgusta 1989. – protesti povodom godišnjice okupacije od strane armija država Varšavskog pakta
- 28. oktobra 1989. – demonstracije na trgu Vaclavske namjesti
- 10., 11. i 14. novembar 1989. – ekološke demonstracije u Teplicama
- 16. novembra 1989. – studentske demonstracije u Bratislavi.

## 17. novembar 1989.
- U petak 17. novembra, na Albertovu su se okupili praški studenti u znak sećanja na zatvaranje čeških fakulteta 1939. Skup je organizovao Savez socijalističke omladine. Nakon završetka zvaničnog dela, masa je neplanirano krenula u centar grada. Na Nacionalnom bulevaru (češ. Národní třída) demonstranti su sabijeni u uzan prostor i rasterani, od strane policije koje je deo demonstranata prebila pendrecima.[4]
- 18. novembra, nakon događaja prethodnog dana, u pozorištima i na fakultetima počeli su da se organizuju štrajkački odbori, koji su zahtevali istragu i kažnjavanje osoba odgovornih za brutalnu intervenciju, posebno nakon što se raširila fama da je prilikom intervencije navodno poginuo student Martin Šmid. Preko vikenda ljudi su palili sveće na mestu događaja.

- 19. novembra je u praškom pozorištu Dramski klub (češ. Činoherní klub) osnovan Građanski forum (češ. Občanské fórum).
- Od ponedeljka 20. novembra su se svaki dan održavale mirne demonstracije. Tog dana su novine „Slobodna reč“ objavile prve štampane necenzurisane informacije. „Slobodna reč“ (češ. Svobodné slovo) su bile zvanične novine Čehoslovačke socijalističke partije - marionetske 'opozicione' stranka, koja je bila deo Narodnog fronta u ondašnjoj komunističkoj Čehoslovačkoj.
- 25. novembra Predsednik Republike Gustav Husak amnestirao je sedmoricu političkih zatvorenika: Dr. Jan Čarnogurski, Dr. Miroslav Kusi, Jirží Ruml, Ing. Petr Uhel, Rudolf Zeman, Ivan Jirous, Ivan Polanski a amnestiran je i glavni urednik časopisa VOKNO František Starek.
- 25. novembra je u Pragu demonstriralo oko 750.000 ljudi. Samo dan pre toga ih je bilo oko pola miliona.
- 25. novembra je održan dvočasovni generalni štrajk.

Pod pritiskom demonstracija i raspada ostalih komunističkih režima našla se i Komunistička partija Čehoslovačke. Rastuće nezadovoljstvo građana doprinelo je da se partija odrekne svog monopola na vlast.

## Decembar 1989.
- 5. decembra počelo je uklanjanje „gvozdene zavese“ na granici sa Zapadnom Nemačkom i Austrijom.
- 10. decembra komunistički predsednik Gustav Husak imenovao je prvu ne potpuno komunističku vladu od dolaska komunista na vlast u februaru 1948. i podneo ostavku.
- 28. decembra je Aleksandar Dubček postao predsednik Saveznog parlamenta (tj. parlamenta Čehoslovačke), a 29. decembra je Vaclav Havel izabran za predsednika Čehoslovačke.

## 1990.
U junu 1990. održani su prvi demokratski izbori nakon 1946. godine, koji su doveli do formiranja nekomunističke vlade.

## Naziv
Naziv „plišana revolucija“ (češ. "Sametová revoluce") je od jednog češkog novinara stigao do inostranih medija, a ubrzo potom se proširio i u Čehoslovačkoj.

## Gruzija
Nazivom „plišana revolucija“ nekad se označava i „revolucija“ u Gruziji, koja je 2003. godine dovela do pada predsednika Eduarda Ševarnadzea.

## Literatura
- Kukral, Michael Andrew (1997). Prague Theater of Revolution. New York: Columbia University Press.. 1989.  978-0-88033-369-6..
- Timothy Garton Ash, We the People: The Revolution of '89, Witnessed in Warsaw, Budapest, Berlin and Prague (Cambridge, 1990).
- Marek Benda, Martin Benda, Martin Klíma, Pavel Dobrovský, Monika Pajerová, and Šimon Pánek, Studenti psali revoluci (Students wrote the revolution. Prague: Univerzum. 1990. ISBN 978-80-85207-02-6.. -in Czech). .
- Tauchen, Jaromír - Schelle, Karel etc.: The Process of Democratization of Law in the Czech Republic (1989–2009). 2009. ISBN 978-0-615-31580-5. Rincon (USA), The American Institute for Central European Legal Studies 204 pp. .
- Williams, Kieran, 'Civil Resistance in Czechoslovakia: From Soviet Invasion to "Velvet Revolution", 1968–89,' in Adam Roberts and Timothy Garton Ash (eds.), Civil Resistance and Power Politics: The Experience of Non-violent Action from Gandhi to the Present. Oxford University Press. 2009. ISBN 978-0-19-955201-6. Oxford & New York. .
- Glenn, John K (1999). „Competing Challengers and Contested Outcomes to State Breakdown: The Velvet Revolution in Czechoslovakia” (PDF). Social Forces. 78 (1): 187—211. JSTOR 3005794. doi:10.2307/3005794. Приступљено 11. 3. 2009.. September 1999.  Social Forces. 78:187–211..
- Holy, Ladislav (1996). The Little Czech and The Great Czech Nation: National identity and the post-communist transformation of society. Cambridge, Great Britain: Cambridge University Press.
- Shepherd, Robin H.E. (2000). Czechoslovakia" The Velvet Revolution and Beyond. New York: St. Martin's Press, Inc.
- Wolchik, Sharon L. „Czechoslovakia's 'Velvet Revolution.'”. ProQuest 200723100. Приступљено 11. 3. 2009. 1990. Current History. 89:413–16, 435–37..
- Wein, Martin J.. A History of Czechs and Jews: A Slavic Jerusalem. United Kingdom: Taylor & Francis Limited, 2019, chapter 6 on Jews and the Velvet Revolution
- Ash, Timothy Garton (1990). The Magic Lantern: The Revolution of 1989 Witnessed in Warsaw, Budapest, Berlin, and Prague. Random House..
- Ash, Timothy Garton (5. 11. 2009). „1989!”. The New York Review of Books. 56 (17).
- Blejer, Mario I., and Marko kreb,, ур. (2002). Transition: The First Decade.
- De Nevers, Renée (2003). Comrades No More: The Seeds of Change in Eastern Europe. MIT Press. ISBN 0-262-54129-7.
- Elster, Jon; Offe, Claus; Preuss, Ulrich K (1998). Institutional Design in Post-communist Societies. Cambridge University Press. ISBN 0-521-47931-2.
- Falk, Barbara J (2003). The Dilemmas of Dissidence in East-Central Europe. Central European University Press. ISBN 963-9241-39-3.
- Ghodsee, Kristen; Orenstein, Mitchell A. (2021). Taking Stock of Shock: Social Consequences of the 1989 Revolutions. New York: Oxford University Press. ISBN 978-0197549247. doi:10.1093/oso/9780197549230.001.0001.
- Heenan, Patrick; Lamontagne, Monique (1999). The Central and Eastern Europe Handbook. Taylor & Francis. ISBN 1-57958-089-0.
- Judah, Tim (17. 2. 2011). „Yugoslavia: 1918–2003”. BBC. Приступљено 1. 4. 2012.
- Kenney, Padraic (2008). The burdens of freedom: Eastern Europe since 1989. Bloomsbury. ISBN 978-1-84813-121-7.
- Leffler, Melvyn P.; Westad, Odd Arne, ур. (2010). The Cambridge History of the Cold War. III. Endings. Cambridge: Cambridge University Press. ISBN 978-0-521-83721-7.
- Lévesque, Jacques (1997). The Enigma of 1989: The USSR and the Liberation of Eastern Europe. University of California Press. стр. 275. ISBN 978-0-520-20631-1.
- Naimark, Norman; Case, Holly M. (2003). Yugoslavia and Its Historians: Understanding the Balkan Wars of the 1990s. Stanford University Press. ISBN 0-8047-4594-3.
- Ostrovsky, Alexander (2011). Глупость или измена? Расследование гибели СССР. (Stupidity or treason? Investigation of the death of the USSR.). Крымский Мост-9Д. ISBN 978-5-89747-068-6. Архивирано из оригинала 30. 08. 2022. г.. М.: Форум, Крымский мост-9Д, 2011. — 864 с. .
- Roberts, Adam (1991). Civil Resistance in the East European and Soviet Revolutions (PDF). Cambridge, MA: Albert Einstein Institution. ISBN 1-880813-04-1. Архивирано из оригинала (PDF) 20. 03. 2023. г. Приступљено 10. 07. 2023.
- Roberts, Adam; Ash, Timothy Garton, ур. (2009). Civil Resistance and Power Politics: The Experience of Non-violent Action from Gandhi to the Present. Oxford: University Press. ISBN 978-0-19-955201-6.. Contains chapters on the Soviet Union (Mark Kramer), Czechoslovakia (Kieran Williams), Poland (Alexander Smolar), Baltic States (Mark R. Beissinger), China (Merle Goldman), and East Germany (Charles Maier).
- Rogel, Carole (2004). The Breakup of Yugoslavia and Its Aftermath. Greenwood. стр. 91. ISBN 0-313-32357-7.
- Sarotte, Mary Elise (2014). The Collapse: The Accidental Opening of the Berlin Wall. Basic Books. ISBN 978-0-465-06494-6.
- Sebestyen, Victor (2009). Revolution 1989: The Fall of the Soviet Empire. Phoenix. ISBN 978-0-7538-2709-3.
- Wilson, James Graham (2014). The Triumph of Improvisation: Gorbachev's Adaptability, Reagan's Engagement, and the End of the Cold War. Ithaca: Cornell University Press. ISBN 978-0-8014-5229-1.

## Spoljašnje veze
- „Plišana revolucija”. Архивирано из оригинала 2005-05-03. г. na serveru Češkog radija (језик: чешки).
- „In the footsteps of November 17 - Czech.cz”. www.czech.cz. Архивирано из оригинала 18. 1. 2008. г.
- „After the Velvet, the Existential Revolution?”. www.salon.eu.sk. Архивирано из оригинала 21. 6. 2009. г.
- „Velvet Revolution Diary”. www.unisona.com. Архивирано из оригинала 19. 10. 2017. г.